# Zangfietspad

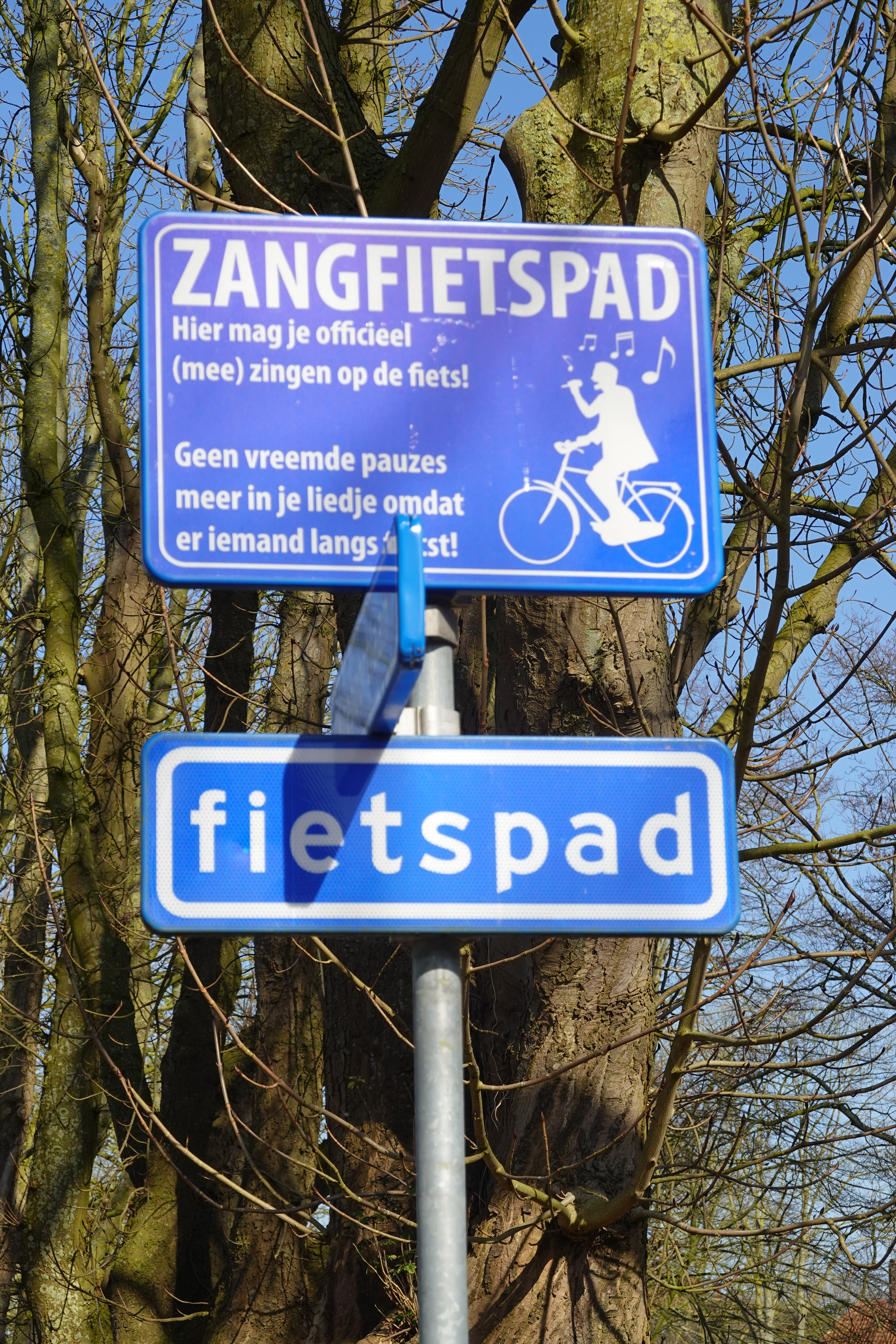
Bord Zangfietspad bij het Molenwaterpark in Middelburg (Zeeland)

Een zangfietspad is een fietspad waar borden bij staan waarop zangkunst wordt aangemoedigd. In 2013 werd door columnist en kunstenares Mapije de Wit een experiment gedaan in Amsterdam met borden waarop zingen werd gestimuleerd. Er volgden veel positieve reacties. Inmiddels zijn er diverse zangfietspaden in Nederland, verdeeld over provincies.
De paden worden mede gestimuleerd door de Fietsersbond.
In België in de provincie West-Vlaanderen is er ook een zangfietspad, te weten in Zedelgem.

## Noord-Holland
In Noord-Holland is het eerste zangfietspad gerealiseerd in Amsterdam. In totaal zijn er 2 stuks te vinden. De locaties:
- In Amsterdam.
- In Amstelveen.

## Zuid-Holland
In Zuid-Holland zijn er diverse zangfietspaden gerealiseerd. De 4 locaties:
- In Leiden.
- In Zoetermeer.
- In Lansingerland.
- In Alphen aan den Rijn.

## Utrecht
In Utrecht zijn er diverse zangfietspaden gerealiseerd. De 3 locaties:
- Langs het Amsterdam-Rijnkanaal bij Houten.
- In Veenendaal.
- In Zeist.

## Gelderland
In Gelderland zijn er diverse zangfietspaden gerealiseerd. De 3 locaties:
- In Hierden.
- In Tiel.
- In Almen.

## Noord-Brabant
In Noord-Brabant zijn er diverse zangfietspaden gerealiseerd. De 3 locaties:
- In Dongen.
- Tussen Den Bosch en Rosmalen.
- In Drimmelen.

## Limburg
In Limburg is één zangfietspad gerealiseerd in Roermond. 

## Flevoland
In Flevoland is één zangfietspad gerealiseerd in de Muziekwijk in Almere.

## Drenthe
In Drenthe is één zangfietspad gerealiseerd in Norg.

## Overijssel
In Overijssel is één zangfietspad gerealiseerd tussen Heino en Laag Zuthem.

## Friesland
In Friesland is één zangfietspad gerealiseerd in Goutum.

## Zeeland
In Zeeland is één zangfietspad gerealiseerd in Middelburg.